# توسعه سبز
توسعه سبز (به انگلیسی: Green development) یک مفهوم توسعه املاک و مستغلات است که اثرات اجتماعی و زیست‌محیطی توسعه را در نظر می‌گیرد. در این توسعه سه زیرمجموعه تعریف می‌شود: پاسخگویی به محیط زیست، کارایی منابع، و جامعه و حساسیت فرهنگی. پاسخگویی به محیط زیست به ارزش ذاتی طبیعت احترام می‌گذارد و آسیب به اکوسیستم را به حداقل می‌رساند. بهره‌وری منابع به استفاده از منابع کمتر برای حفظ انرژی و محیط زیست اشاره دارد. جامعه و حساسیت فرهنگی ارزش‌های فرهنگی منحصر به‌فردی را که هر جامعه میزبانی می‌کند، می‌شناسد و آن‌ها را در توسعه املاک و مستغلات در نظر می‌گیرد، بر خلاف نشانه‌های قابل تشخیص پایداری، مانند انرژی خورشیدی، (صفحه‌های خورشیدی به‌طور مشهودتری «سبز» هستند تا استفاده از مواد محلی). توسعه سبز خود را به شکل‌های مختلف نشان می‌دهد، با این حال به‌طور کلی مبتنی بر چند برابر کننده راه حل است: ویژگی‌های یک پروژه که مزایای اضافی را ارائه می‌دهد، که در پایان، اثرات زیست‌محیطی پروژه‌ها را کاهش می‌دهد.

## تاریخچه
به دنبال فعالیتهای جنبش زیست محیطی توسعه سبز در دهه ۱۹۷۰ به وجود آمد. استفاده از این اصطلاح در صنعت املاک و مستغلات، در سال ۱۹۸۷ در گزارش کمیسیون جهانی محیط زیست و توسعه با عنوان "آینده مشترک ما" شروع شد. این گزارش شامل ۱۶ اصل مدیریت زیست محیطی است که برای تقویت توسعه سبز طراحی شده است. همچنین مدل سنتی رشد اقتصاد کلان و بی توجهی آن به پیامدهای زیست محیطی را مورد بحث قرار می‌دهد. پس  از این حرکت، صنعت املاک و مستغلات کنش و واکنشی را در یک رفت و برگشت با روش‌های "سبز" تجربه نمود. به این ترتیب مسائل زیست‌محیطی اغلب پس از عوامل صرفاً اقتصادی در رتبه دوم قرار می‌گرفتند.